# Liste over aserbajdsjanske geografiske yderpunkter
Dette er liste over aserbajdsjanske geografiske yderpunkter.

## Længdekreds og breddekreds
- Nordligste punkt: Kachmaz (41°54′N 46°25′Ø / 41.900°N 46.417°Ø)
- Sydligste punkt: Astara (38°24′N 48°39′Ø / 38.400°N 48.650°Ø)
- Vestligste punkt: Sadarak (39°42′N 44°46′Ø / 39.700°N 44.767°Ø)
- Østligste punkt: Djilov, Baku (40°18′N 50°33′Ø / 40.300°N 50.550°Ø)

## Højde
- Højeste punkt: Bazardüzü, 4485 m
- Laveste punkt: Kaspiske Hav, –28 m